# لوران دو لا هير
لوران دو لا هير (بالفرنسية: Laurent de La Hyre)‏ (و. 1606 – 1656 م) هو رسام، ومصمم مطبوعات من فرنسا . ولد في باريس .
وهو عضو في Académie royale de peinture et de sculpture .
توفي في باريس .

## أعمال بارزة
من أهم أعماله:
- Saint Paul Shipwrecked on Malta.